# Piagge
Piagge – miejscowość i gmina we Włoszech, w regionie Marche, w prowincji Pesaro i Urbino.
Według danych na rok 2004 gminę zamieszkiwało 971 osób, 121,4 os./km².
1 stycznia 2017 gmina została zlikwidowana.